# Kościół św. Marcina w Klikuszowej
Kościół św. Marcina w Klikuszowej – rzymskokatolicki kościół należący do parafii św. Marcina w Klikuszowej. 

## Opis
Kościół wybudowany został w latach 1878-1889 i konsekrowany w 1890 roku. Jest budowlą składającą się z czteroprzęsłowej nawy, węższego od niej jednoprzęsłowego prezbiterium oraz masywnej wieży na planie kwadratu. Do kościoła przylega od północy kaplica Matki Boskiej, zaś z prawej kruchta. Nawę kościoła wieńczy sklepienie kolebkowe z lunetami. Gruntownie odnowione wnętrze kościoła wzbogacone jest malowidłami artystów z Krakowa. Polichromię wykonano pod kierunkiem Zbigniewa Juszczaka. Witraże zaprojektowane przez Tadeusza Borkowskiego przedstawiają św. Jana Pawła II i polskich świętych, wyniesionych przez niego na ołtarze.
Wewnątrz zachował się siedemnastowieczny barokowy ołtarz boczny, prawdopodobnie z poprzedniego, drewnianego kościoła. 